# Srečko Magolič
Srečko Magolič, slovenski slikar, * 6. april 1860, Ljubljana, † 26. julij 1943, Ljubljana.
Sprva je delal v tiskarni, se ukvarjal s fotografijo in  urejal humoristične liste Škrata, Rogača in Ježa. Kot naivni slikar je pričel slikati 1876. Izobraževal se je iz knjig in na potovanjih, posebno po Nemčiji. Najprej je slikal akvarele, kasneje pa samo v oljni tehniki. Prav tako je pozneje opustil slikanje portretov in se posvetil samo krajinskemu slikarstvu. Razstavljal je v Ljubljani, Beogradu in Sofiji.